# 沙尼
- 關於法国阿登省市镇Chagny，請見「沙尼 (阿登省)」。
- 關於法国索恩-卢瓦尔省市镇，請見「沙尼 (索恩-卢瓦尔省)」。

沙尼（Chagni）是埃塞俄比亞西部阿姆哈拉州阿古阿維地區的小鎮，座標10°57′N 36°30′E / 10.950°N 36.500°E，海拔1,583米。根據埃塞俄比亞中央統計局2005年人口普查的資料，沙尼人口約30,938，其中男性16,035人，女性14,903人。